# Вюрфель, Вильгельм
Вильгельм Вюрфель (чеш. Václav Vilém Würfel; 6 мая 1790, Планяни — 23 марта 1832, 23 апреля 1832 или 22 апреля 1852, Вена) — чешский композитор, пианист, органист, дирижёр и музыкальный педагог. В некоторых источниках фигурирует как Венцель Вюрфель или Вацлав Вилем Вюрфель.

## Биография
Вильгельм Вюрфель родился 6 мая 1790 года в чешском местечке Планяни, близ города Колин примерно в сорока километрах на восток от Праги в семье школьного учителя. Первые уроки музыки ему дала его мать, которая неплохо играла на фортепиано.
В 1807 году он приехал в Прагу, где учился в музыкальной школе у Вацлава Яна Крштителя Томашека. В 1815 году он отправился в Варшаву, где был назначен профессором Варшавской консерватории. Периодически он давал фортепианные концерты в Польше, Богемии, Германии и Российской империи.
В ряде источников говорится, что его самым известным учеником был Фредерик Шопен, который, как утверждается, учился у него в Варшавской высшей школе музыки в 1823—1826 годах. Однако, хотя Вюрфель был другом семьи Шопенов и, возможно, давал Шопену некоторые наставления, он вернулся в Прагу в 1824 году и с тех пор уже не встречался с Шопеном.
По возвращении в чешскую столицу Вюрфель дирижировал своей оперой «Рюбецаль», а с 1826 года был дирижёром в Вене. В 1827 году он встречался с Бетховеном незадолго до его смерти.
В последние годы жизни был дирижёром в Кернтнертортеатре.